# Hekla (Schiff, 1884)
Die Hekla war ein dänisches Auswandererschiff, das zweite Schiff dieses Namens der Thingvalla-Linie („Dampskibs Selskabet Thingvalla“) in Kopenhagen. Sie ersetzte ihren Namensvorgänger, die erste Hekla, die am 15. Februar 1883 östlich von Sandefjord auf Grund gelaufen und zwei Tage später gesunken war.

## Bau und technische Daten
Das Schiff wurde 1883/84 auf der Werft von Scotts in Greenock, Schottland, gebaut und lief dort am 29. Februar 1884 vom Stapel. Die Hekla, ein als Schoner getakelter Dampfsegler mit eisernem Rumpf, geradem Heck, einem Schornstein und drei Masten, war 100,65 m lang und 12,77 m breit und war mit 3258 BRT bzw. 2113 NRT vermessen. Ihre von der Bauwerft gefertigte 2-Zylinder-Verbunddampfmaschine ergab über eine Schraube eine Reisegeschwindigkeit von 11 Knoten. Das Schiff bot Platz für 40 Passagiere in der Ersten, 27 in der Zweiten und 804 in der Dritten Klasse, dem Zwischendeck.

## Geschichte
Die Hekla lief am 14. Mai 1884 von Kopenhagen zu ihrer Jungfernfahrt aus, die über Christiania (Oslo) und Christiansand nach New York ging. An Bord befanden sich 500 in Kopenhagen eingeschiffte dänische sowie 370 in Christiania und 120 in Christiansand zugestiegene norwegische Auswanderer.
Sie verkehrte dann auf dieser Route etwa fünf bis sieben Mal pro Jahr, auf der Rückfahrt im Winter häufig mit skandinavischen Auswanderern, die Weihnachten noch einmal in der alten Heimat feiern wollten. Zusätzlich zu Passagieren wurde auch Fracht befördert, vornehmlich Zellstoff, Heringe, Sprotten, Makrelen und Tran. Besondere Zwischenfälle waren selten:
- Am 17. Oktober 1885, an der Pier in Hoboken liegend, brach in einem Laderaum ein Brand aus, der von der Feuerwehr von Hoboken gelöscht wurde.
- Auf der Fahrt von New York nach Kopenhagen im Dezember 1886 ging das Ruder im Sturm etwa 500 Seemeilen westlich von Irland verloren, und die Hekla wurde nach Greenock eingeschleppt.
- Am 24. März 1893 erlitt sie einen Maschinenschaden, fuhr unter Segeln weiter und wurde schließlich am 3. April von der America[1] ins Schlepp genommen und nach New York gebracht.
- Am 27. Mai 1897 kollidierte sie vor der Neufundlandbank im dichten Nebel mit der Mississippi der Atlantic Transport Line und verlor einen Teil ihres Bugs. Die Mississippi erlitt ein 4 × 2 Meter großes Leck an ihrer Backbordseite, aber oberhalb der Wasserlinie.[2] Beide Schiffe konnten ihre Fahrt fortsetzen, die Mississippi nach New York, die Hekla nach Kopenhagen, wo sie am 14. Juni bei Burmeister & Wain zur Reparatur eintraf.

Ihre letzte Fahrt für die Thingvalla-Linie begann am 24. August 1898 in Kopenhagen. Dann wurde die Reederei im Oktober 1898 mit ihren vier Schiffen von der ebenfalls in Kopenhagen ansässigen Det Forenede Dampskibs-Selskab (DFDS) aufgekauft und ab Januar 1899 unter dem neuen Namen Skandinavien-Amerikalinje fortgeführt.
Im März 1905, bei der Rückfahrt von ihrer letzten Reise für die Skandinavien-Amerikalinje, brach der Hekla noch einmal im Sturm das Ruder. Nach Reparatur bei Burmeister & Wain wurde das Schiff am 27. September 1905 an die Dansk-Russiske D/S A/S in Kopenhagen verkauft und in Eduard Regel umbenannt. Bereits am 17. November 1905 erfolgte ein Weiterverkauf an die Northern Steam Ship Co. in Sankt Petersburg. 1908 wurde das Schiff an die Gebr. Lassmann in Sankt Petersburg verkauft und in Minsk umbenannt, aber schon im folgenden Jahr wurde es wieder von der DFDS übernommen, im Februar 1910 an die Kopenhagener Schrottverwertungsfirma Petersen & Albeck verkauft und dann in Lemwerder abgewrackt.